# 哈普尔
哈普尔（Hapur），是印度北方邦哈普尔县的一个城镇及行政中心。总人口211987（2001年）。

## 人口
该地2001年总人口211987人，其中男性112962人，女性99025人；0—6岁人口33709人，其中男18001人，女15708人；识字率58.12%，其中男性为65.30%，女性为49.93%。